# Xystrocera asperata
Xystrocera asperata es una especie de escarabajo longicornio perteneciente al género Xystrocera, clasificada en la tribu Xystrocerini, de la subfamilia Cerambycinae.
Mide 10-32 mm de longitud. El período de actividad para los adultos se presenta en el mes de septiembre.

## Distribución
Se distribuye por Angola, Camerún, Costa de Marfil, Gabón, Guinea Ecuatorial, República Centroafricana, República Democrática del Congo y República del Congo.

## Taxonomía
Fue descrita por Thomson en 1858.
Etimología
asperata: epíteto que significa áspero.
Sinonimia
- Xystrocera asperata Thomson, 1858.[2]
- Xystrocera asperata pedrottii Lepesme & Breuning, 1955.[2]
- Xystrocera asperata rufiscapus Breuning, 1957.[2]
- Xystrocera asperata rufobasalis Breuning, 1957.[2]
- Xystrocera laevis Jordan, 1894.[2]
- Xystrocera metallica Quedenfeldt, 1888.[2]